# Piriápolis
Piriápolis est une baie, une ville, une municipalité et une station balnéaire de l'Uruguay située dans le département de Maldonado. Sa population est de 7 899 habitants.
Elle est l'une des stations principales du pays, à côté de Punta del Este.

## Histoire
La ville a été fondée en 1893 par l'employeur Francisco Piria.

## Population
| Année | Population |
| ----- | ---------- |
| 1963  | 4 549      |
| 1975  | 5 240      |
| 1985  | 5 878      |
| 1996  | 7 570      |
| 2004  | 7 899      |

,

## Gouvernement
Le maire (alcalde) de la municipalité est Mario Invernizzi.

## Sport
Piriápolis a accueilli la Formule 3 sudaméricaine et le Grand Prix.

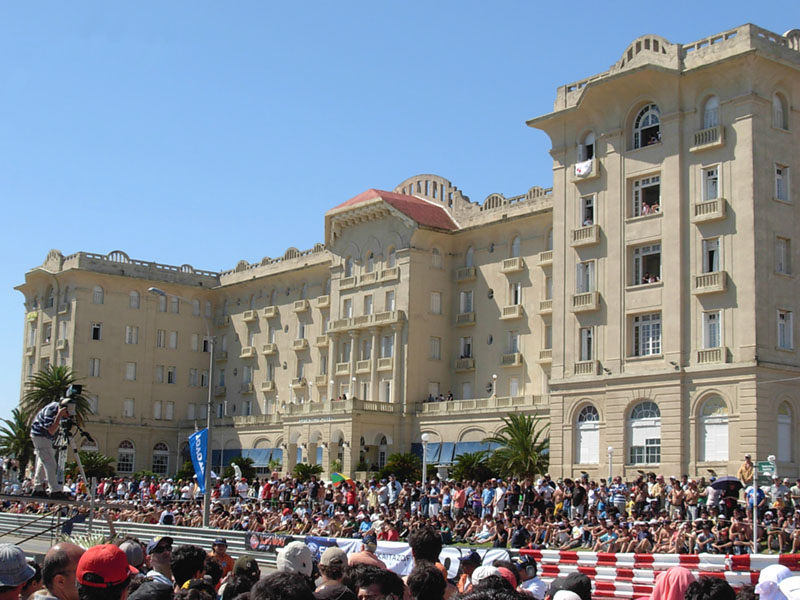
Argentino Hotel
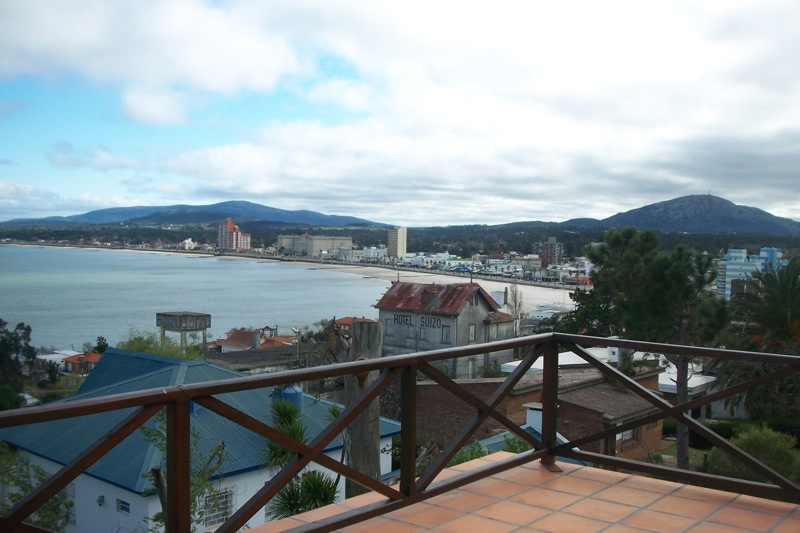
Vue de la ville
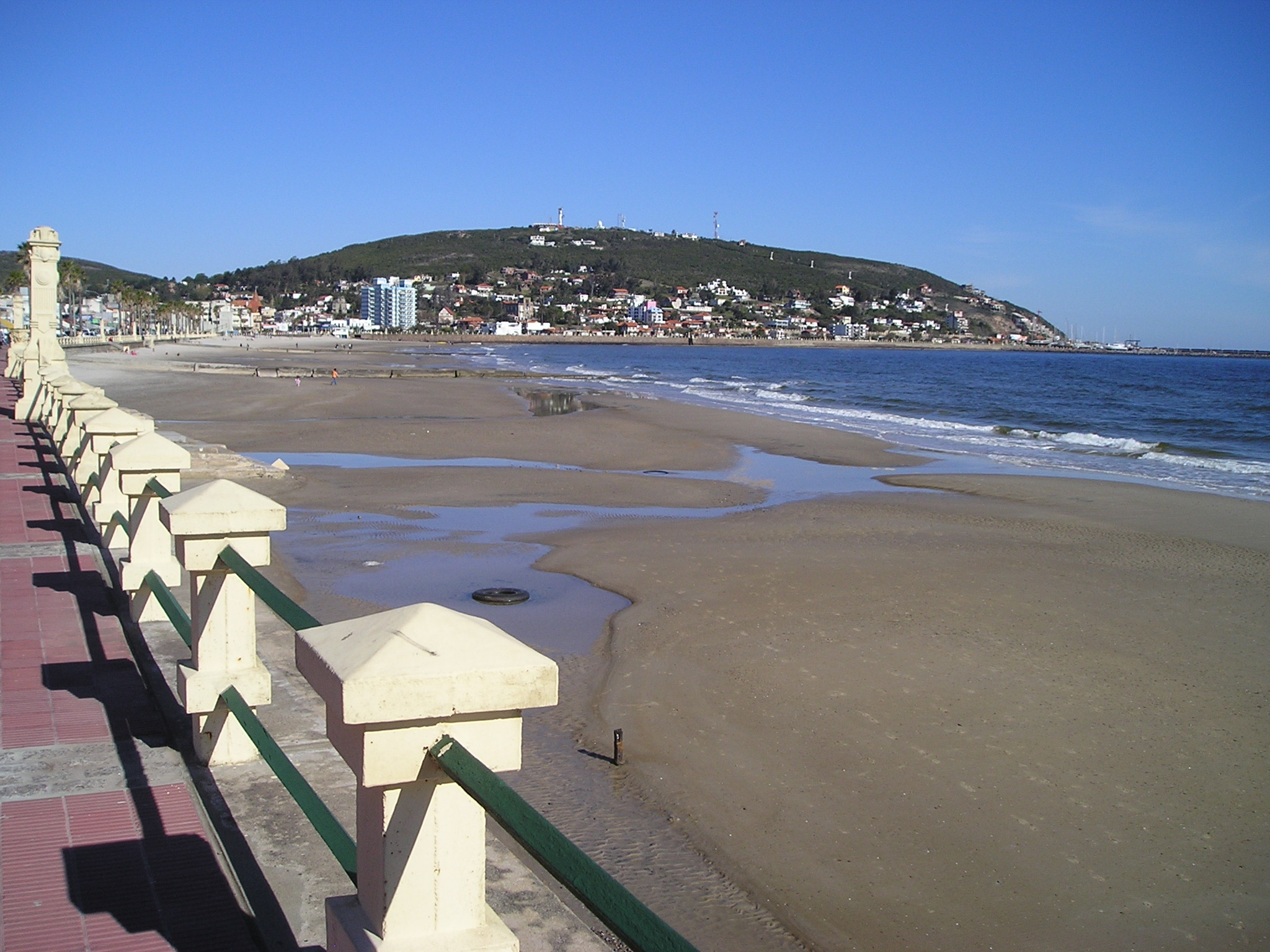
Plage de Piriápolis
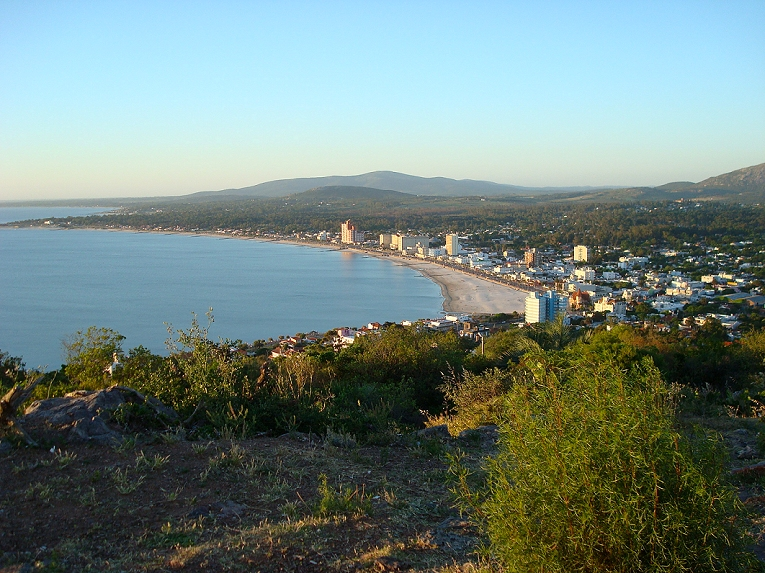
Vue sur la ville depuis la colline San Antonio